# Ferrovia Novara-Pino
La ferrovia Novara-Pino è una linea ferroviaria del Piemonte che diramandosi a Oleggio dalla linea Novara-Arona, collega il nodo ferroviario di Novara con Pino sulla Sponda del Lago Maggiore (frazione di Maccagno con Pino e Veddasca) raggiungendo il confine svizzero, dove si connette alla linea per Cadenazzo. Risulta parzialmente priva di traffico passeggeri dal 2013.

## Storia
Il progetto della linea, nei primi tempi chiamata Oleggio-Lago Maggiore-Pino Tronzano, nacque in previsione dell'apertura al traffico del tunnel ferroviario del Gottardo, la cui convenzione era stata stipulata nel 1869, con l'obiettivo di creare un itinerario merci congiungente la ferrovia del Gottardo con il porto di Genova evitando il nodo di Milano.
La linea fu successivamente inserita tra quelle finanziabili a totale carico dello Stato previste dalla legge Baccarini.
Tra Oleggio e Pino vennero costruite 18 gallerie e 29 tra ponti e viadotti. Per ragioni di spazio la stazione internazionale di confine fu posta a Luino il cui fascio binari venne coperto successivamente con una imponente tettoia metallica. Furono realizzate complessivamente 11 stazioni, di cui 2 di I classe, Sesto Calende e Laveno; 3 di II classe, Taino-Angera, Ispra e Maccagno; 5 di III classe, Pombia, Castelletto, Monvalle, Porto Valtravaglia e Pino; e una di IV classe, la fermata di Porto Varallo Pombia. Completavano i fabbricati di servizio 75 caselli di sorveglianza e 17 garitte.
La linea e le infrastrutture vennero realizzate potenzialmente atte al traffico internazionale ma le aspettative di convogliare un grande volume di traffico sulla linea vennero ridimensionate in quanto si preferì privilegiare gli itinerari del Sempione e di Chiasso (nonostante quest'ultimo valico fosse difficile per le dure rampe in salita).
La linea ebbe la sua inaugurazione ufficiale sabato 18 novembre 1882, ma l'esercizio regolare venne avviato il 4 dicembre dello stesso anno; in origine fu gestita dalla Società per le Ferrovie dell'Alta Italia.
| Tratta         | Inaugurazione   |
| -------------- | --------------- |
| Novara-Oleggio | 14 giugno 1855  |
| Oleggio-Pino   | 4 dicembre 1882 |

Ma dal 1885 la linea gestione fu affidata alla Società per le Strade Ferrate del Mediterraneo.
In seguito alla statalizzazione delle ferrovie italiane, tra il 1905 e il 1906, la linea venne incorporata nella rete statale e l'esercizio fu assunto dalle Ferrovie dello Stato.
La trazione elettrica, a corrente continua alla tensione di 3 kV, venne attivata il 1º giugno 1959 per la tratta da Luino a Laveno, e il 29 maggio dell'anno successivo per le restanti tratte da Luino al confine elvetico e da Laveno a Novara. L'elettrificazione della linea, parte dell'itinerario dalla Svizzera al porto di Genova venne decisa da una convenzione italo-elvetica per il potenziamento delle linee internazionali stipulata nel 1955.
All'inizio degli anni duemila, la gestione della linea passò in carico a Rete Ferroviaria Italiana.
Dal 15 dicembre 2013 è stato sospeso il servizio viaggiatori sulla tratta Oleggio-Laveno Mombello, che rimane tuttavia attiva per il traffico merci. Nell'estate 2024, questa tratta è stata anche utilizzata da alcuni treni del servizio Luino-Gallarate, a causa della chiusura per lavori della Ferrovia Gallarate-Laveno.
A marzo 2025 la tratta tra Sesto Calende e Novara è stata anche utilizzata da alcuni treni del servizio Torino-Milano, a causa della chiusura per lavori di manutenzione ad un ponte della tratta tra Trecate e Magenta.

## Caratteristiche
| Continuation backward |

| Unknown route-map component "CONTgq" | Unknown route-map component "ABZg+r" |  |

| Unknown route-map component "BS2c2" | Unknown route-map component "SHI2gr" |  |

| Unknown route-map component "LSTR+l" | Unknown route-map component "STRr+1h" + Unknown route-map component "STR2h+r" + Unknown route-map component "lDST" | Station on track + Unknown route-map component "BS2c4" + Unknown route-map component "BS2c3" |  |  |

| Unknown route-map component "LABZg+l" | Station on transverse track + Unknown route-map component "BS2c1" | Unknown route-map component "ABZg+r" + Unknown route-map component "BS2+r" |  |  |

| Unknown route-map component "eLABZg+l" | Unknown route-map component "exBHFq" | Unknown route-map component "eABZgr" |  |  |

| Unknown route-map component "LSTRl" | Unknown route-map component "LSTR+r" | Unknown route-map component "ABZgl" | Unknown route-map component "SPLaq" | Unknown route-map component "vCONTfq" |

| Unknown route-map component "LCONTgq" | Unknown route-map component "LABZgr" | Straight track |  |  |

| Unknown route-map component "CONTgq" | Unknown route-map component "ABZql" | Unknown route-map component "KRZu" | Unknown route-map component "CONTfq" |  |

| Unknown route-map component "SKRZ-Au" |

| Unknown route-map component "cWASSERq" | Transverse water + Unknown route-map component "lvMKRZo" + Unknown route-map component "kABZg2" + Unknown route-map component "lBHF" | Unknown route-map component "cWASSERq" |

|  |  | Unknown route-map component "STR+k1" | Unknown route-map component "kSTRl+4" | Unknown route-map component "CONTfq" |

|  | Unknown route-map component "ABZgl" | Unknown route-map component "CONTfq" |

| Non-passenger station/depot on track |

| Stop on track |

| Station on track |

| 81+616 |
| 0+000  |

|  | Unknown route-map component "eABZgl" | Unknown route-map component "exKINTeq" |

|  | Unknown route-map component "ABZgl" | Unknown route-map component "CONTfq" |

| Unknown route-map component "tSTRa" |

| Unknown route-map component "tSTRe" |

| Small bridge over water |

| Unknown route-map component "eHSTeBHF" |

| Unknown route-map component "tSTRa" |

| Unknown route-map component "tSTRe" |

| Unknown route-map component "eHSTeBHF" |

| Unknown route-map component "tSTRa" |

| Unknown route-map component "tSTRe" |

| Unknown route-map component "BSTeBHF" |

|  | Unknown route-map component "ABZg+l" | Unknown route-map component "CONTfq" |

| Unknown route-map component "hKRZWae" + Unknown route-map component "GRZq" |

| Unknown route-map component "BS2c2" | Unknown route-map component "SHI2gr" |  |

| Unknown route-map component "vBHF" | Unknown route-map component "d" |

| Unknown route-map component "STRr+1h" + Transverse track + Unknown route-map component "lCONTg@Gq" | Unknown route-map component "ABZg+r" + Unknown route-map component "BS2c4" |  |

| Unknown route-map component "BSTeBHF" |

| Non-passenger station/depot on track |

| Small bridge over water |

| Small bridge over water |

| Unknown route-map component "tSTRa" |

| Unknown route-map component "tSTRe" |

| Unknown route-map component "BSTeBHF" |

| Unknown route-map component "dCONTgq" | Unknown route-map component "v-STR+r" | Unknown route-map component "vSTR-" |  |

| Unknown route-map component "tvSTRa@g" | Unknown route-map component "d" |

| Unknown route-map component "tvSTRe@f" | Unknown route-map component "d" |

| Unknown route-map component "BS2c1" | Unknown route-map component "SHI2g+r" |  |

|  | Unknown route-map component "eABZgl" | Unknown route-map component "exKINTeq" |

| Station on track |

| Unknown route-map component "kABZg2" |

| Unknown route-map component "d" | Unknown route-map component "CONTgq" | Unknown route-map component "KRZo+k1" | Unknown route-map component "kABZq+4" | Unknown route-map component "dCONTfq" |

| Small bridge over water |

| Unknown route-map component "tSTRa" |

| Unknown route-map component "tSTRe" |

| Stop on track |

| Unknown route-map component "tSTRa" |

| Unknown route-map component "tSTRe" |

| Station on track |

| Unknown route-map component "tSTRa" |

| Unknown route-map component "tSTRe" |

| Unknown route-map component "tSTRa" |

| Unknown route-map component "tSTRe" |

| Small bridge over water |

| Unknown route-map component "BHF+GRZq" |

| Unknown route-map component "exCONTgq" | Unknown route-map component "eKRZo" | Unknown route-map component "exCONTfq" |

| Unknown route-map component "exCONTgq" | Unknown route-map component "eKRZ" | Unknown route-map component "exCONTfq" |

| Small bridge over water |

| Unknown route-map component "tSTRa" |

| Unknown route-map component "tSTRe" |

| Unknown route-map component "tSTRa" |

| Unknown route-map component "tSTRe" |

| Unknown route-map component "tSTRa" |

| Unknown route-map component "tSTRe" |

| Stop on track |

| Unknown route-map component "tSTRa" |

| Unknown route-map component "tSTRe" |

| Unknown route-map component "tSTRa" |

| Unknown route-map component "tSTRe" |

| Unknown route-map component "tSTRa" |

| Unknown route-map component "tSTRe" |

| Unknown route-map component "hKRZWae" |

| Station on track |

| Unknown route-map component "tSTRa" |

| Unknown route-map component "tSTRe" |

| Unknown route-map component "tSTRa" |

| Unknown route-map component "tSTRe" |

| Station on track |

| Unknown route-map component "tSTRa" |

| Unknown route-map component "tSTRe" |

| Unknown route-map component "GRZq" + Restricted border on track |

| 65+571  |
| 175+871 |

| Continuation forward |

## Traffico
La tratta da Vignale a Oleggio risulta servita dai treni di Trenitalia della linea Novara Arona.
La tratta Laveno-Luino risulta servita da treni regionali Luino-Laveno-Gallarate, eserciti da Trenord a frequenza no oraria.
La tratta da Laveno al confine svizzero è servita dai treni della linea S30 (Bellinzona-Malpensa) delle rete celere del Canton Ticino, eserciti da Tilo a frequenza bioraria, per una frequenza combinata di un treno all’ora tra Laveno e Luino. 
La tratta Oleggio-Laveno è chiusa al servizio passeggeri dal 12 dicembre 2013. Sostituita da bus solo nel tratto Sesto Calende-Laveno.
La linea è anche impiegata per il trasporto di merci verso la Svizzera, come riserva per le linee Domodossola-Milano e Milano-Como-Chiasso.
Presso la stazione di Sesto Calende, impianto in comune con la Domodossola-Milano, è presente una bretella di binari che permettono l'instradamento dei treni merci sulla linea ferroviaria in direzione Somma Lombardo e Gallarate, senza dover effettuare alcun regresso.